# Vaste post
Een vaste post is een zender-ontvanger voor een vaste opstelling.
Vaak is een vaste post een mobilofoon met een losse of ingebouwde netvoeding, maar er zijn ook apparaten met een ingebouwde voeding. Het zendvermogen is hetzelfde als dat welk voor de andere apparaten in het netwerk toegestaan is.
In grotere netwerken wordt vaak met meerdere vaste posten gewerkt. Deze worden dan via een (telefoon)lijnverbinding en/of middels een linkverbinding aangestuurd. Wanneer er ontvangst op meerdere vaste posten binnenkomt, wordt het sterkste signaal doorgegeven, wat diversity genoemd wordt. Sommige netwerken werken met meerdere zenders op dezelfde frequentie tegelijk, wat aangeduid wordt met co-channel.